# 일한병합 100년에 즈음한 총리 담화
한일병합 100년에 즈음한 총리 담화(일본어: 韓日併合100年にあたり、首相談話)는 2010년 8월 10일, 일본국 내각총리대신인 간 나오토가 일본 도쿄의 총리대신 관저에서, 내각회의의 결정에 근거하여 대한민국만을 대상으로 병합 과정의 강제성을 우회적으로 시인하고 조선왕조의궤 등의 문화재를 정부 차원에서 인도한다고 밝힌 담화이다. 주로 담화를 발표한 간 나오토 총리의 이름을 따서 간 나오토 담화라고도 한다.

## 평가와 반응

### 대한민국

#### 정치권
- 이명박 대통령

10일 “일본의 진일보한 노력으로 평가하고자 한다”라고 하면서도, “넘어야 할 과제가 아직도 남아 있다”라고 언급하였다.
- 한나라당

김무성 원내대표는
| “ | 강제병합 불법성 인정, 종군위안부 등 전쟁 피해자 보상, 독도 문제 등 담화에 포함되지 않은 것에 대한 추가 입장 표명이 계속돼야 한다. 다만 한국을 특정했고 미래지향적 양국 파트너십을 강조한 것은 달라진 자세이며 조선왕실의궤 반환 등 실질적인 실천의지는 높이 평가한다. | ” |

고 긍정 평가했다.
- 민주당

| “ | 간 나오토 일본 총리의 담화는 약간의 진전이 있었지만 실망스럽기는 마찬가지였다. 간 나오토 총리가 역사를 직시하겠다는 자세는 높이 평가하지만 일본 국내 여론을 너무 의식해서 무라야마 담화에서 한 걸음도 전진하지 못했다. 대한제국 강제 병합의 원천 무효 선언, 일본군 위안부 문제 해결 의지를 피력하지 못한 것은 담화의 알맹이가 없다. 강제 병합 100년을 맞이하는 올해, 일본 민주당 정권에 거는 기대가 컸지만 이 정도 담화 수준은 한국 국민이 이해하기 어렵다. | ” |
|   | — 박지원 민주당 비상대책위원장, |   |

- 자유선진당

이회창 대표는 교과서의 문제가 시급하다고 하였다.
| “ | 담화 내용을 갖고 일본의 식민지 지배에 대한 반성과 사죄의 진지성을 평가하는 것은 그 의미가 별로 없고, 문제는 일본의 교과서이다. 지금까지 일본의 교과서가 많은 갈등과 논란을 불러 일으켜 왔고, 교과서 문제에서 일본이 진지성을 보이지 않는 한 일본 총리가 뭐라고 말을 하더라도 그것은 정치적 발언에 불과하다. | ” |

그러면서, 교과서 문제도 있기는 하지만,
| “ | 다만, 강제 병합이 한국민들의 의사를 무시한 강제에 의한 것이었음을 일본이 시인함으로써 사실상 그 불법성을 인정한 것과 같은 점에서는 역대 일본 총리의 담화보다는 진일보한 것으로 평가한다. | ” |

라고 발표하였다.

#### 학계
| “ | 1995년 '무라야마 담화'는 아시아를 향해 두루뭉술한 메시지를 던지는 수준이었지만 이번 담화는 한국을 명시해 사과와 반성을 했다는 점에서 평가할만 하다. 일본이 나름대로 양국관계의 새로운 전기를 마련하기 위해 노력한 흔적이 느껴진다. 하지만 전반적인 담화의 분위기와 구체적 조치들의 내용을 보면 국민들의 기대에는 미치지 못하는게 사실이고 이는 아무리 진보적 정치집단이라도 과거사 문제에 대해 크게 나아가지 못하는 일본사회 전체 인식수준의 한계를 보여주고 있다. 사할린 지원과 징용자 유골 반환문제는 지금까지 해오던 것이어서 특별히 신선한 것은 아니지만 의궤반환은 일본이 앞으로 잘해보자는 의도가 깔려 있다고 볼 수 있다. | ” |
|   | — 동북아역사재단 이명찬 교수, |   |

| “ | 미흡했던 전후 처리문제를 행동으로 보여준 점은 평가할 만하다. 특히 간 총리가 보수세력의 저항과 당 안팎의 복잡한 사정으로 운신의 폭이 좁아진 상황에서도 나름대로 성의표시를 위해 애를 쓴 것으로 보인다. | ” |
|   | — 국민대학교 이원덕 교수, |   |

| “ | 과거 무라야마 담화와는 달리 한반도를 지칭해 사죄 표현이 나왔다는 점에서 나름대로 평가할 부분이 있다고 본다. 이는 북한에 대한 일정한 메시지일 수 있고 북.일간 모종의 변화 가능성도 가져올 수 있다고 본다. | ” |
|   | — 서울대 일본연구소 남기정박사, |   |

#### 언론계
언론계에서는 9월 10일 발표된 2010년 방위백서에서 독도에 대하여 일본 영토라고 표기한 데에 대하여, 총리 담화가 공수표라고 비판하고 있다.
한국교회언론회에서는 “일본에 의한 한국의 고통은 끝나지 않았다. 독도는 일본 영토라는 주장부터 폐기하라”며 진정한 사과를 기대했었다고 밝히기도 하였다.

#### NGO 및 기타
| “ | 日총리 담화에 실망하였다. 진정한 사죄를 원한다. | ” |
|   | — 광복회,                                       |   |

| “ | 국치 100년이 갖는 의미의 본질에서 비켜간 담화다. 한일합방의 불법성과 무효를 선언했어야 했는데 그렇지 않으면서 과거사 문제를 근본적으로 해결할 기회 자체를 마련하지 못했다. | ” |
|   | — 근로정신대 할머니와 함께 하는 시민모임, |   |

일각에서는 이번 천안함 피격 사건에 대해서, ‘한·미·일’ 대 ‘북·중’의 외교신경전에 의해 담화가 발표된 내용이라고도 한다.

### 조선민주주의인민공화국
조선민주주의인민공화국은 담화에 대해 불만감과 실망감을 표출하였다.
| “ | 간 총리의 담화에는 사죄해야 할 내용이 포함돼 있지 않아 모든 조선 인민에게 실망감을 안겼다. 이해할 수 없다 1995년 무라야마 도미이치 총리 담화는 우리나라(조선)를 포함해 일본의 침략을 받은 아시아 모든 국가에 대한 것이었지만, 이번에는 남조선(대한민국)만 대상으로 삼았다. 무라야마 담화보다 후퇴한 내용이다. | ” |
|   | — 조일 국교정상화 교섭 담당 대사인 송일호, 평양에서 교도 통신과의 인터뷰 |   |

조선민주주의인민공화국이 일본의 총리 담화에 대해 공식 반응을 한 것은 이번이 처음이다. 그는 또한 일본이 대한민국에게 “국내외 정책의 딜레마에 빠진 이명박 정권에 힘을 보태기 위한 게 아니냐”라며 혹평하기도 하였다. 또한 조선민주주의인민공화국은 6년만에 일본 정부에 과거 청산을 요구하는 서한을 보냈고, 평양 인민문화궁전에서 열린 집회에서 일본의 사과와 배상을 요구하였다. 또한 일본 민주당 정권에게 관계 개선을 위한 메시지를 보내기도 하였다.

### 중화민국
정계
- 천민정 (陳銘政) 중화민국 외교부 대변인

8월 12일 " 중화민국과 제2차 세계 대전 일본의 박해를 받은 모든 국가에 사과해야 한다"고 말했다.
민간
타이완 민중들 사이에서는 이번의 식민지 지배에 대한 사죄에 대한 담화가 한국에만 겨냥한 것에 대해 불만의 목소리가 나오고있다. 1995년 "전후 50년" "대일 병합 100주년"에 즈음하여 나온 무라야마 담화에서, 타이완에 대한 사과 표명은 나와 있지 않다.

### 일본국
- 연설의 발표에 맞추어, 총리와 각료 전원이 야스쿠니 신사의 참배를 하지 않았다. 대신 전몰용사묘가 있는 지도리가후치를 참배하였다.[18]
- 다모가미 도시오의 주도로 세워진 "힘내라 일본! 전국행동위원회" 회원들이 오카야마현 오카야마시 기타구의 한 공원에서 이 연설에 대하여 중의원의 해산을 요구하며 시위하였다.[19]

### 중국
중국 언론에서도 이 담화에 대해 비중있게 다루었다.
- 제일재경일보는 11일 '일본의 사죄'라는 제목의 기사를 1면에 게재하고 담화 내용을 자세히 설명하였다.[20]
- 신경보는 논평에서 “식민지배와 침량을 당한 나라는 한국 뿐만 아니다. 북한을 비롯한 중국, 아시아 여러나라도 일본 제국주의의 고통을 겪었다”고 강조하였다.[20]
- 신화통신은 “사과는 행동이 더 중요하며 반성에는 공통인식이 필요하다”고 지적하였다.
- 환구시보는 “일본의 사과 시기가 매우 민감하다. 일본이 역사문제에서 한국과 중국을 대하는 태도가 차이를 보인다. 한·미·일 동맹과 관련이 있다. 일본이 사과를 통해 한·일관계에 가까이 가려 한다”라며 문제를 제기하며 의혹을 제기하였다.[21][22]

## 같이 보기
- 고노 담화
- 고이즈미 담화
- 무라야마 담화
- 조선총독부
- 조선왕조의궤
- 간 나오토